# Kazimiera Prunskienė
Kazimiera of Kazimira Danutė Prunskienė (uitspraakⓘ) (Vasiuliškė, gem. Švenčionys, 26 februari 1943) is een Litouws politica en econome. In de jaren 1990-1991 was ze de eerste premier van Litouwen nadat dit land zich onafhankelijk had verklaard van de Sovjet-Unie. Later was ze onder meer presidentskandidaat (2002, 2004, 2009) en minister van Landbouw (2004-2008).

## Biografie

### Jonge jaren
Prunskienė werd geboren als Kazimira Danutė Stankevičiūtė in Vasiuliškė, een dorpje niet ver van de stad Švenčionys in het oosten van Litouwen, vlak bij de grens met Wit-Rusland. Litouwen was enkele jaren daarvoor door de Sovjet-Unie geannexeerd, maar bevond zich inmiddels onder Duitse bezetting en maakte deel uit van het Rijkscommissariaat Ostland. Haar vader, Pranas Stankevičius, werkte als boswachter en bezat enkele hectaren land. Ook bespeelde hij diverse muziekinstrumenten en trad als muzikant op tijdens plattelandsbruiloften. Vanwege zijn deelname aan het ondergrondse verzet werd hij tijdens Prunskienės eerste levensjaar door de NKVD vermoord, waardoor zij zonder vader opgroeide. Haar moeder werkte in een sanatorium voor kinderen en zorgde daarnaast voor het gezin, dat naast Kazimiera uit een tweede dochter en een zoon bestond.

### Wetenschappelijke carrière
Ze bezocht de lagere school in Kaltanėnai (1949-1956) en de middelbare school in Vilnius (1956-1960). Vervolgens studeerde ze industriële economie aan de Universiteit van Vilnius, waar ze in 1965 cum laude afstudeerde. In 1971 promoveerde ze aan dezelfde universiteit tot kandidat naoek en in 1986 behaalde ze haar doctoraat. Van 1965 tot 1986 was ze als onderwijsassistente en later als docente verbonden aan de faculteit waar ze ook had gestudeerd. In de jaren tachtig werkte ze daarnaast ook als wetenschappelijk medewerkster aan universiteiten in Hongarije (1981-1986) en de Bondsrepubliek Duitsland (1982-1983, 1986, 1988).
In 1986 werd Prunskienė adjunct-directeur van het Litouwse Instituut voor Landbouweconomie en in 1988 rector van het Instituut tot Verhoging van de Kwalificaties van Leidinggevend en Specialistisch Personeel in de Nationale Economie, een functie die ze tot 1989 bleef vervullen.

### Overstap naar de politiek
In 1980 trad Prunskienė toe tot de Litouwse Communistische Partij (LKP), maar haar overstap naar de actieve politiek volgde pas in 1988. Als lid van de hervormingsgezinde vleugel van de partij nam ze in juni van dat jaar deel aan de oprichting van Sąjūdis, de Litouwse variant van de volksfronten ter ondersteuning van de perestrojka die in verschillende Sovjetrepublieken tot stand kwamen als reactie op het hervormingsbeleid van Michail Gorbatsjov. Aanvankelijk zetten deze volksfronten, die uitgroeiden tot ware massabewegingen, zich in voor gelijkberechtiging van de eigen, nationale culturen, maar gaandeweg radicaliseerden ze en werd herstel van de onafhankelijkheid het streven. Deze ontwikkeling is bekend geworden onder de naam Zingende Revolutie.
Prunskienė werkte een concept uit voor de economische zelfstandigheid van de Litouwse Socialistische Sovjetrepubliek. In 1989 werd ze vicepremier van Litouwen en in datzelfde jaar werd ze verkozen tot lid van het nieuwe, uit 2250 leden bestaande Sovjetparlement, het Congres van Volksafgevaardigden. Op 24 februari 1990 werd Prunskienė ook in het eerste democratisch gekozen parlement van Litouwen verkozen, de Opperste Raad van de Republiek Litouwen; in dit parlement beschikte Sąjūdis over een absolute meerderheid (91 van de 135 zetels). Op 10 maart 1990 trad ze uit de CPSU en op 11 maart 1990 was ze medeondertekenaar van de Litouwse onafhankelijkheidsverklaring, waarmee feitelijk de desintegratie van de Sovjet-Unie werd ingeluid. Op dezelfde dag werd Vytautas Landsbergis tot voorzitter van deze Opperste Raad gekozen en daarmee feitelijk tot president. Prunskienė werd waarnemend premier. Zes dagen later, op 17 maart, werd ze definitief premier van Litouwen.

### Premier van Litouwen

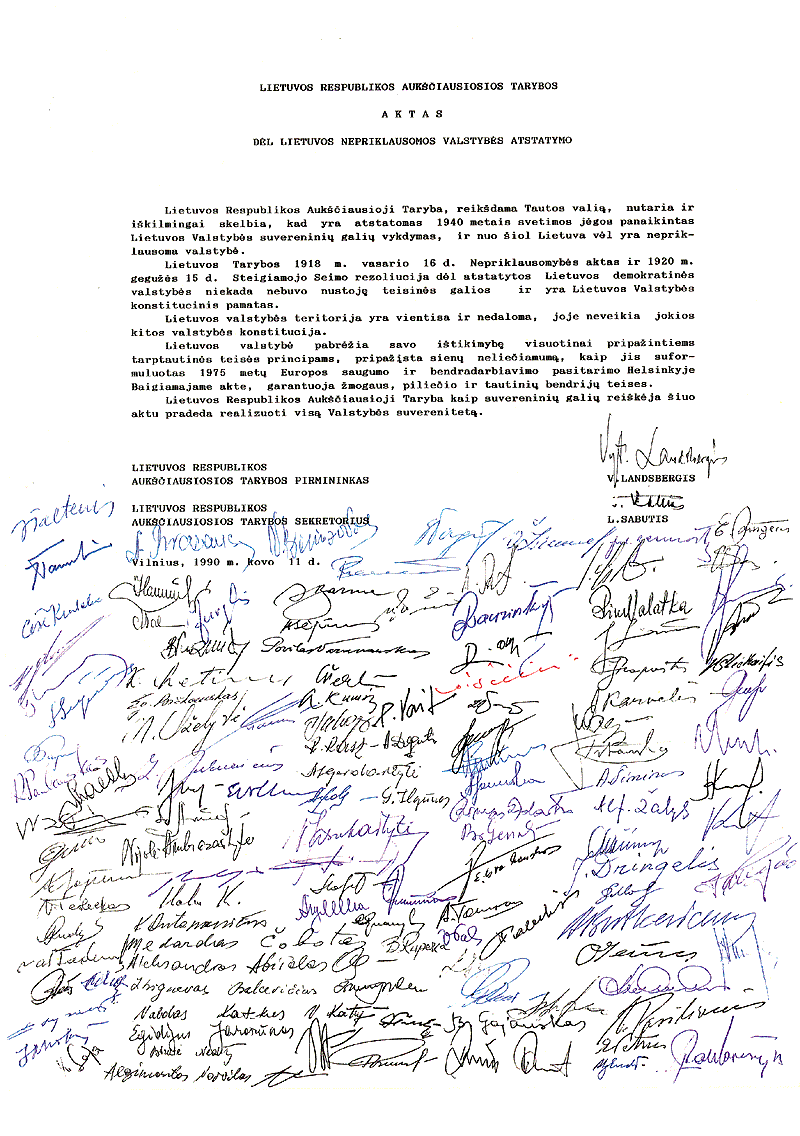
De onafhankelijkheidverklaring van 11 maart 1990; de handtekening van Prunskienė staat op de onderste regel in het midden.

Als premier stond Prunskienė voor de moeilijke taak deze Litouwse onafhankelijkheidsverklaring in de praktijk te brengen. Dientengevolge stond ze lijnrecht tegenover Sovjetleider Gorbatsjov, wie er alles aan gelegen was om het uiteenvallen van de Sovjet-Unie een halt toe te roepen. In april werd er tegen Litouwen een economisch embargo afgekondigd, waardoor de republiek vanuit de Sovjet-Unie geen olie, gas, metaal, machines en andere zaken meer kreeg aangeleverd. Daarnaast bezette het Sovjetleger verschillende openbare gebouwen. Om voor de Litouwse onafhankelijkheid te lobbyen en Gorbatsjov tot onderhandelingen te dwingen, reisde Prunskienė de hele wereld over. Ze had onder meer ontmoetingen met de Amerikaanse president Bush, de Britse premier Thatcher, de Duitse bondskanselier Kohl en de Franse president Mitterrand. Dit bezorgde haar een grote bekendheid in het buitenland. Naar analogie met Margaret Thatcher kreeg Prunskienė bijnamen als the Amber Lady ("de Barnstenen Dame"), de Thatcher van Litouwen en de IJzeren Dame van het Oosten. In datzelfde jaar ontving ze in Rome de Minervaprijs.
Dankzij de inspanningen van Prunskienė bleef het geweld tot januari 1991 binnen de perken. De Litouwse economie had echter zwaar te lijden onder het embargo en enorme prijsstijgingen, tekorten aan eerste levensbehoeften en inflatie leidden tot grote ontevredenheid onder de bevolking. Ze kwam in toenemende mate onder vuur te liggen van de rechtervleugel van Sąjūdis, waartoe ook president Landsbergis behoorde. Men verweet haar een te inschikkelijke houding jegens de Russen en kon het maar moeilijk verkroppen dat Prunskienė in haar regering samenwerkte met de hervormingsgezinde communisten van Algirdas Brazauskas. Ook ging het gerucht dat Prunskienė in de jaren tachtig met de KGB had samengewerkt. Toen Prunskienė tegen het einde van 1990 besloot de prijzen vrij te laten, werd dit door een deel van haar achterban opgevat als een provocatie van het Kremlin. Het parlement draaide deze maatregel weer terug en op 7 januari 1991 werd ze gedwongen af te treden.
Enkele dagen later namen Sovjettroepen strategische gebouwen over en omsingelden zij het parlementsgebouw in Vilnius. Daarbij kwam het op 13 januari tot bloedvergieten, dat bekend is geworden als bloedige zondag. Niettemin sprak op 9 februari 1991 90% van de bevolking zich in een referendum uit voor onafhankelijkheid. Deze zou uiteindelijk een feit worden na de mislukte staatsgreep in Moskou van augustus 1991, die het definitieve einde van de Sovjet-Unie bezegelde.

### De jaren negentig
Prunskienė bleef lid van de Seimas tot 1992 en voerde tot dat moment oppositie tegen het beleid van president Landsbergis. Daarna raakt ze op de achtergrond. Van 1993 tot 1996 had ze een eigen adviesbureau en van 1996 tot 2001 was ze hoogleraar aan de Gediminas Technische Universiteit Vilnius. Daarnaast vervulde ze diverse maatschappelijke functies, zoals voorzitter en erevoorzitter van de Baltische Vrouwenbasketballiga (sinds 1994 resp. 2013), voorzitter van de Litouwse Bond voor Vrouwenvoetbal (sinds 2001) en bestuursvoorzitter van het Litouwse UNICEF-comité (sinds 2002). Sinds 1995 is ze lid van de Council of Women World Leaders, een internationaal netwerk van vrouwelijke presidenten en regeringsleiders dat zich inzet voor gelijke behandeling van de vrouw.
Na de parlementsverkiezingen van 1992 werden in de Seimas nog slechts 10 van de 141 zetels ingenomen door vrouwen. Ook waren er sinds dat jaar in Litouwen geen vrouwelijke ministers meer geweest. Voor Prunskienė was dit een onaanvaardbare situatie: "Een land dat alleen door mannen wordt geleid, kan niet als een ware democratie worden beschouwd." In februari 1995 keerde ze terug in de politiek met nieuwe, door haarzelf opgerichte partij, de Litouwse Vrouwenpartij (Lietuvos moterų partija); in 1998 werd deze omgedoopt tot Nieuwe Democratie - Vrouwenpartij (Naujoji demokratija – Moterų partija) en in 2000 tot Partij van de Nieuwe Democratie (Naujosios demokratijos partija). Bij de parlementsverkiezingen van 1996 kreeg haar partij 3,67% van de stemmen. Dat was weliswaar onder de kiesdrempel van 5%, maar dankzij de combinatie van evenredige vertegenwoordiging met een districtenstelsel kwam Prunskienė namens het kiesdistrict Molėtai-Švenčionys toch in de Seimas terecht. Ze werd fractievoorzitter van de groep niet-partijgebonden parlementsleden. Bij de parlementsverkiezingen van 2000 werd ze herkozen; ditmaal maakte haar partij deel uit van een centrumlinkse coalitie, die werd geleid door Algirdas Brazauskas.
In 2001 werd Prunskienė voorzitter van de fusiepartij Unie van Boerenpartij en Nieuwe Democratie (Valstiečių ir Naujosios demokratijos partijų sąjunga), die in 2005 werd omgedoopt tot Litouwse Boeren- en Volksunie (Lietuvos valstiečių liaudininkų sąjunga). In december 2002 was ze voor de eerste keer kandidaat in de Litouwse presidentsverkiezingen, die uiteindelijk gewonnen werden door Rolandas Paksas. Ze behaalde 5,04% van de stemmen, wat goed was voor een zesde plaats. Naderhand was Prunskienė een van de weinige bekende politici in Litouwen die het voor Paksas opnamen in de tijd voorafgaande aan diens afzetting.

### Presidentskandidaat en minister

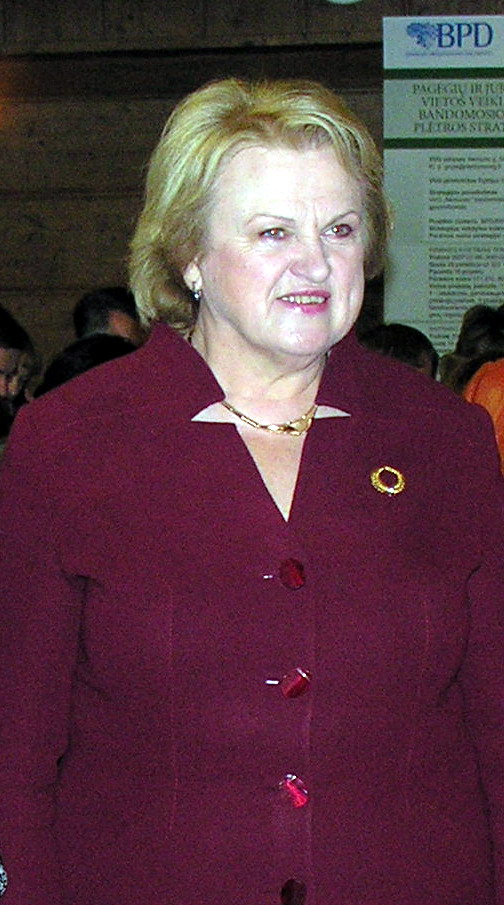
Prunskienė in 2008

Kazimiera Prunskienė nam in juni 2004 deel aan de vervroegde presidentsverkiezingen en behaalde in de eerste ronde met 21,25% van de stemmen een verrassende tweede plaats achter de onafhankelijke kandidaat Valdas Adamkus, die ook van 1998 tot 2003 president was geweest en als favoriet gold. Op 27 juni behaalde ze in de tweede ronde 47,35% van de stemmen. Ze werd gesteund door de afgezette president Paksas, die net als Prunskienė te boek stond als voorvechter van de kleine man. Haar electoraat bestond dan ook voor een aanzienlijk deel uit proteststemmers en was grotendeels afkomstig uit de armere en meer landelijke regio's van Litouwen. Ook genoot ze veel steun onder de Russische en Poolse minderheid. Prunskienė was al sinds jaren voorstander van een breuk met de pro-Amerikaanse koers van Litouwen en bepleitte in plaats daarvan een nauwere samenwerking met Rusland. Tijdens de campagne gingen er dan ook geruchten dat haar kandidatuur in het geheim vanuit Rusland werd ondersteund, en ook haar vermeende KGB-verleden stak opnieuw de kop op.
In oktober 2004 werd Prunskienė opnieuw in de Seimas verkozen. Eerder dat jaar had ze ook een zetel in het Europees Parlement bemachtigd, maar had daar uiteindelijk van afgezien om zich in plaats daarvan op de nationale politiek te concentreren. Op 14 december werd Prunskienė minister van Landbouw in de centrumlinkse coalitieregering van Algirdas Brazauskas en op 18 juli 2006 keerde ze in dezelfde functie terug in de regering van Gediminas Kirkilas. Ze bleef in functie tot er op 9 december 2008 een rechtse regering aantrad onder leiding van Andrius Kubilius.
Bij de parlementsverkiezingen van oktober 2008 kwam Prunskienės partij, de LVLS, niet meer over de kiesdrempel en ook in haar eigen kiesdistrict moest Prunskienė het afleggen ditmaal tegen de kandidaat van de rechtse Vaderland Unie. Na deze nederlaag kwam haar positie binnen haar partij onder druk te staan en in maart 2009 stelde ze zich niet meer herkiesbaar als partijvoorzitter. In mei 2009 nam ze voor de derde maal deel aan de presidentsverkiezingen, maar kwam ditmaal met 3,91% van de stemmen niet verder dan een vijfde plaats.
In december 2009 richtte Prunskienė een eigen, nieuwe partij op, de Litouwse Volkspartij (Lietuvos liaudies partija), die in 2011 een samenwerkingsovereenkomst aanging met de partij Verenigd Rusland van Vladimir Poetin. Deze openlijk pro-Russische partij is echter altijd klein gebleven en is slechts in enkele regionale organen vertegenwoordigd. Ze bleef partijvoorzitter tot 2014.

## KGB-verleden
Reeds tijdens haar premierschap deden geruchten de ronde dat Prunskienė had samengewerkt met de KGB, de geheime dienst van de Sovjet-Unie. Er zou een document aan het licht zijn gekomen waaruit bleek dat zij in de jaren tachtig onder het pseudoniem Šatrija als KGB-agente zou hebben gewerkt. Ook zou zij als Sovjetagent binnen de groep separatisten rondom Vytautas Landsbergis hebben gefungeerd. In 1992 oordeelde het Litouwse Hooggerechtshof dat dit inderdaad het geval was geweest en de Arrondissementsrechtbank van Vilnius bepaalde dat zij deze informatie voortaan op haar verkiezingsmateriaal moest plaatsen. Zelf stelde Prunskienė dat het bewuste document een vervalsing was.
In maart 2004 bepaalde het Hooggerechtshof dat er destijds fouten waren gemaakt en dat er geen bewijs bestond van haar samenwerking met de KGB. De belastende documenten waren inmiddels niet meer te vinden en de voornaamste getuige had zijn verklaring gewijzigd. In 2008 besloot de Lustratiecommissie echter opnieuw een onderzoek in te stellen naar Prunskienės verleden en kwam in maart 2009 naar aanleiding van een oud interview tot de conclusie dat zij wel degelijk KGB-agent was geweest. In 2011 werd deze beslissing in hoger beroep echter weer ongedaan gemaakt en werd Prunskienės naam alsnog gezuiverd.
Prunskienė heeft altijd ontkend met de KGB te hebben samengewerkt. Nochtans heeft het vermoeden haar gedurende haar gehele politieke carrière achtervolgd en haar politieke tegenstanders hebben er steeds gretig gebruik van gemaakt.

## Privé
Kazimiera Prunskienė is tweemaal getrouwd geweest. In haar studententijd trouwde ze met Povilas Prunskus, wiens achternaam zij ook na de scheiding is blijven dragen. In 1989 hertrouwde ze met Algimantas Tarvidas. Ze heeft drie kinderen uit haar eerste huwelijk.
In februari 2012 raakte Prunskienė na een herseninfarct gedeeltelijk verlamd.

## Onderscheidingen
- Orde van de Litouwse Grootvorst Gediminas, 2de graad (2000)
- Medaille van de Litouwse Onafhankelijkheid (2000)
- Grootkruis van Verdienste met Ster van de Bondsrepubliek Duitsland (2001)
- Ereburger van de gemeente Švenčionys (2003)
- Orde van de Vriendschap (Kazachstan) (2015)

## Publicaties
Kazimiera Prunskienė heeft in totaal 17 boeken en brochures en daarnaast een groot aantal wetenschappelijke en journalistieke artikelen op haar naam staan. Een selectie:
- Gintarinės ledi išpažintis (Vilnius, 1991)
- Leben für Litauen (Frankfurt am Main/Berlin, 1992)
- Užkulisiai (Vilnius, 1992)
- Iššūkis drakonui (Kaunas, 1992)
- Išsivadavimo kaina (Vilnius, 1993)
- Laisvėjimo ir permainų metai (Vilnius, 1995)
- Markt Baltikum (Freiburg/Berlin, 1995)
- Transformation, Co-operation and Conversion (1995)
- East-West Scientific Co-operation – Science and Technology Policy of the Baltic States and International Cooperation (1997)
- The Role Of Women In Democracy: The Experience Of Lithuania (presentatie) (Wenen, 1997)
- Intellectual Property Rights in Central and Eastern Europe: the Creation of Favourable Legal and Market Preconditions (1998)
- Apie dabartį ir ateitį (Vilnius, 2002)
- Lietuvos moterys (Vilnius, 2002)